# Amtsgericht Suwalken
Das Amtsgericht Suwalken war ein kurzlebiges Amtsgericht mit Sitz in Suwalken.

## Geschichte
Während der deutschen Besetzung Polens wurden 1940 das Amtsgericht Suwalken mit dem Gerichtsbezirk Landkreis Sudauen gebildet und dem Landgericht Lyck zugeordnet. Mit der Rückeroberung durch die Rote Armee 1944 endete die kurze Geschichte des Amtsgerichtes Suwalken wieder. Unter polnischer Verwaltung entstand das Sąd Rejonowy w Suwałkach (1950–1975: Sąd Powiatowy w Suwałkach) als Eingangsgericht und das Sąd Okręgowy w Suwałkach als Instanzengericht in Suwalken.